# 桂扇生
桂 扇生（かつら せんしょう、1956年3月17日 - ）は、落語家。本名∶合田 雅一。福岡県北九州市出身。出囃子は『藤娘』。

## 来歴
東京都立大泉高等学校卒業。
1974年3月、三笑亭夢楽に入門。前座名小夢。1975年4月3日に上野・鈴本演芸場で初高座、演目は｢桃太郎｣。
1980年2月、春風亭柳若と共に二ツ目昇進。1984年1月に三代目桂文生門下へ移籍し「桂きん治」と改名、師匠文生、桂文朝、桂南喬とともに落語芸術協会を脱退して落語協会に移籍。
1995年3月 柳家小三太、三遊亭圓王、橘家富蔵、初音家左橋、古今亭菊輔、三遊亭吉窓、天乃家白馬、柳家一九、林家うん平と共に真打昇進、「桂扇生」と改名した。

## 芸歴
- 1974年3月 - 三笑亭夢楽に入門、前座名「小夢」を名乗る。
- 1980年2月 - 二ツ目昇進。
- 1984年
  - 1月 - 三代目桂文生門下に移籍、「きん治」と改名。
  - 師匠文生に付き従い落語芸術協会を脱退し落語協会へ移籍。
- 1995年3月 - 真打昇進、「扇生」と改名。

## 人物
- らくご卓球クラブ所属。
- 現代美術家の大竹伸朗は高校の同級生。手ぬぐいは大竹のデザインである[1]。

## 演目
- 青菜
- 愛宕山
- 井戸の茶碗
- 鰻屋
- 厩火事
- 王子の狐
- 大山詣り
- お化け長屋
- 鰍沢
- 片棒
- 紙屑屋
- 口入屋
- 子別れ
- 三軒長屋
- 品川心中
- 死神
- 芝浜
- 千両蜜柑
- 大工調べ
- 辰巳の辻占
- 試し酒
- 付き馬
- 佃祭
- 中村仲蔵
- 猫の災難
- 鼠穴
- 化け物使い
- 文七元結
- 牡丹灯籠 - 御札はがし
- 味噌蔵
- 妾馬
- 百川
- 宿屋の仇討
- 柳田格之進
- やんま久次[注 1]
- 淀五郎

左甚五郎もの
- 竹の水仙
- 三井の大黒
- ねずみ

## 活動
「桂扇生落語会in岩舟」が栃木県栃木市（旧・岩舟町）で2004年以来毎年秋に開催されている。HC栃木日光アイスバックスのスポンサーでもある『しまだクリニック』が主催し、収益はアイスバックスに寄付されている。
横浜にぎわい座・小ホール「のげシャーレ」（以前は成田山横浜別院延命院）にて毎年2回「野毛不動寄席」を開催。

## 出演
- 映画「落語物語」（テレビディレクター役、2011年）